# Porażajuszczij (1898)
Porażajuszczij (Поражающий) – rosyjski niszczyciel z końca XIX wieku i okresu I wojny światowej, jedna z 27 jednostek typu Sokoł. Okręt zwodowany został jako „Nyrok” w 1898 roku w stoczni Zakładów Iżorskich w Kołpinie, a do służby w Marynarce Wojennej Imperium Rosyjskiego wszedł w maju 1902 roku, pod nazwą „Porażajuszczij”, z przydziałem do Floty Bałtyckiej. Od 1914 roku jednostkę wykorzystywano jako okręt łącznikowy, a w 1917 roku został opanowany przez bolszewików. Od kwietnia do maja 1918 roku był internowany przez Niemców, a następnie został zwrócony Rosji Radzieckiej, gdzie przeklasyfikowano go na torpedowiec i skierowano na Morze Kaspijskie. Ze służby wycofano go w 1925 roku i złomowano.

## Projekt i budowa
„Porażajuszczij” był jednym z pierwszych niszczycieli typu Sokoł, który został wykonany przez rodzimy przemysł okrętowy na wzór zbudowanego w Wielkiej Brytanii prototypu – „Sokoła”. Na skutek szybkiego rozwoju tej klasy okrętów na świecie i opóźnień rosyjskich stoczni, w chwili wejścia do służby, okręty te z racji niewielkiej wyporności bardziej odpowiadały już klasie torpedowców. Początkowo okręty klasyfikowane były też jako torpedowce i dopiero w 1907 roku zaliczono je do nowo wyodrębnionej w Rosji klasy niszczycieli (dosłownie: torpedowców eskadrowych, ros. eskadriennyj minonosiec).
Okręt zbudowany został w Zakładów Iżorskich w Kołpinie pod nazwą „Nyrok” (Нырок, pol. hełmiatka). Był jednym z dwóch pierwszych zbudowanych tam niszczycieli tego typu, jeszcze według oryginalnych planów, bez przedłużonego o 2 metry kadłuba. Budowę prowadzono pod numerami stoczniowymi 15 i 16. Prace konstrukcyjne, podawane jako data położenia stępki, rozpoczęły się jesienią 1896 roku, lecz faktycznie budowę kadłuba rozpoczęto wiosną 1897 roku. Okręt został zwodowany 3 listopada?/15 listopada 1898 roku. W latach 1899–1900 prowadzone były jego próby morskie, po których przerobiono kotły okrętu z opalania paliwem płynnym na węgiel, co spowodowało opóźnienia. 9 marca 1902 roku zmieniono pierwotne „ptasie” nazwy okrętów i do służby w Marynarce Wojennej Rosji przyjęto go w maju 1902 roku, już pod nazwą „Porażajuszczij”.

## Dane taktyczno-techniczne
Okręt był niewielkim, czterokominowym niszczycielem z taranowym dziobem. Długość całkowita wykonanego ze stali niklowej kadłuba wynosiła 57,91 metra, szerokość 5,64 metra i zanurzenie 2,29 metra. Wyporność normalna wynosiła 220 ton, a pełna 240 ton. Okręt napędzany był przez dwie maszyny parowe potrójnego rozprężania o mocy 3800 KM, do których parę dostarczało osiem kotłów Yarrow. Dwuśrubowy układ napędowy pozwalał osiągnąć prędkość 26,5-27,5 węzła. Okręt mógł zabrać zapas węgla o masie 58-80 ton, co zapewniało zasięg wynoszący od 450 do 660 Mm przy prędkości 13 węzłów.
Okręt wyposażony był w dwie pojedyncze obrotowe wyrzutnie torped kalibru 381 mm, umieszczone w osi podłużnej na pokładzie na rufie, z zapasem sześciu torped. Główne uzbrojenie artyleryjskie stanowiło pojedyncze działo kal. 75 mm Canet o długości 50 kalibrów (L/50), umieszczone na platformie nad pomostem bojowym, strzelające pociskami o masie 4,9 kg, z zapasem 160 pocisków przeciwpancernych. Uzbrojenie uzupełniały trzy pojedyncze działa kal. 47 mm Hotchkiss M1885 L/40 (dwa umieszczone na burtach za pomostem bojowym i jedno na samej rufie). Strzelały pociskami o masie 1,5 kg, a zapas amunicji wynosił 800 sztuk.
Załoga okrętu liczyła początkowo 52 osoby, w tym czterech oficerów, później stan wzrastał do 55 osób.  Do początku I wojny światowej załoga wzrosła do 61 osób, w tym czterech oficerów.

## Służba
Niszczyciel wszedł w skład Floty Bałtyckiej. W 1909 roku dokonano modernizacji uzbrojenia jednostki: zdemontowano obie wyrzutnie torped kal. 381 mm i wszystkie działka kal. 47 mm, instalując w zamian dwie pojedyncze wyrzutnie torped kal. 450 mm oraz drugą armatę kal. 75 mm (usytuowaną w pobliżu rufy) i dwa pojedyncze karabiny maszynowe kal. 7,62 mm. Prócz tego okręt przystosowano do przenoszenia 10 min. W 1914 roku „Porażajuszczij” został pozbawiony uzbrojenia torpedowego i stał się okrętem łącznikowym. Został następnie oficjalnie przeklasyfikowany na okręt łącznikowy (ros. posylnoje sudno) i był wykorzystywany do zabezpieczenia działań wodnosamolotów.
W wyniku rewolucji październikowej okręt został przejęty przez bolszewików, a 12 kwietnia 1918 roku został internowany przez Niemców. Zwrócony po zawarciu pokoju brzeskiego w maju 1918 roku Rosji Radzieckiej, został w sierpniu ponownie wyposażony w wyrzutnie torped i przeklasyfikowany na torpedowiec. Jednostkę wysłano w październiku 1918 roku na Morze Kaspijskie, w celu wsparcia wojsk Armii Czerwonej, w składzie Astrachańsko-Kaspijskiej Flotylli Wojennej. Okręt służył tam bojowo przez kolejne dwa lata, a w 1921 roku został wycofany do rezerwy w Baku. Został następnie wycofany ze służby 21 listopada 1925 roku, po czym złomowany.